# Papa Simachus
Papa Simachus (n. 460 d.Hr., Sardinia, Italia – d. 19 iulie 514 d.Hr., Roma, Regatul Ostrogot⁠(d)) a fost un papă al Romei.

## Origine
Simachus s-a născut la o dată incertă în Sardinia; tatăl său a fost Fortunas. A fost botezat la Roma și a devenit arhidiacon în timpul papei Anastasie al II-lea.
Pontificatul său a fost marcat de conflicte interne ale fracțiunilor rivale și de relații politice tulburi cu autoritatea imperială.

## Alegerea
A fost ales papă pe 22 noiembrie 498, dar și Laurențiu, arhipreot la bazilica Santa Prassede, a fost ales papă de o minoritate creștină simpatizantă a ritului răsăritean. Antipapa Laurențiu era susținut de împăratul Anastasie al Bizanțului, însă regele Italiei, Theodoric cel Mare, avea să-l susțină până la urmă pe papa Simachus împotriva adversarului său. 
La sinodul ținut la Roma pe 1 martie 499 papa Simachus i-a acordat lui Laurențiu Dieceza Nuceria din Campania. Sinodul a mai ordonat ca orice cleric care va căuta să strângă voturi pentru un predecesor al papei în timpul vieții sale, va ține conferințe sau va acorda consultații pentru acestă cauză, să fie destituit.
În anul 501 senatorul Festus, susținător al antipapei Laurențiu, l-a acuzat pe papa Simachus de diferite delicte. Papa a refuzat să apară în fața regelui Theodoric, pentru a răspunde la acuzații, afirmând că puterea seculară nu are jurisdicție asupra suveranului pontif. Sinodul Pamaris, care a fost convocat de regele Theodoric pe 23 octombrie 503, a confirmat punctul de vedere al papei, declarând că decizia de judecată a papei trebuie lăsată doar lui Dumnezeu și că Papa Simachus a fost absolvit de toate delictele de care era acuzat și l-a confirmat pe scaunul papal. 
Cu toate acestea, regele Theodoric l-a instalat pe Laurențiu în Palatul Lateran ca papă. Timp de patru ani schisma a continuat, Simachus și Laurențiu au domnit simultan, până când Theodoric a observat că toți adepții antipapei Laurențiu erau susținători bizantini și în 506 l-a îndepărtat de la Roma, iar opoziția față de papa Simachus a dispărut.

## Activitate
Papa Simachus a contribuit cu sume uriașe pentru ajutorul episcopilor din Africa care erau persecutați de conducătorii vandalilor ariani. I-a ajutat de asemenea pe locuitorii Italiei care sufereau din cauza invaziilor barbare.